# Kampalpe
Die Kampalpe ist ein 1535 m ü. A. hoher und wenig besuchter Berg in der Rax-Schneeberg-Gruppe an der Grenze zwischen Niederösterreich und der Steiermark.
Bestiegen werden kann der Berg von Spital am Semmering aus oder über den Weitwanderweg 801 A (Nordalpenweg Neusiedlersee – Bodensee). Die Tour gilt als unproblematisch und unschwierig zu allen Jahreszeiten. Nur im Winter ist gute Ausrüstung notwendig. Die nächstgelegene Hütte im Osten ist das Pinkenkogel Schutzhaus am gleichnamigen Pinkenkogel oberhalb von Semmering  ist aber geschlossen und unbewirtschaftet, Gehzeit ca. 2½ Stunden. Im Westen die Scheibenhütte (einfach bewirtschaftet von April bis Oktober Sa., So und Feiertag, Gehzeit ca. 2½ Stunden).